# Negorij

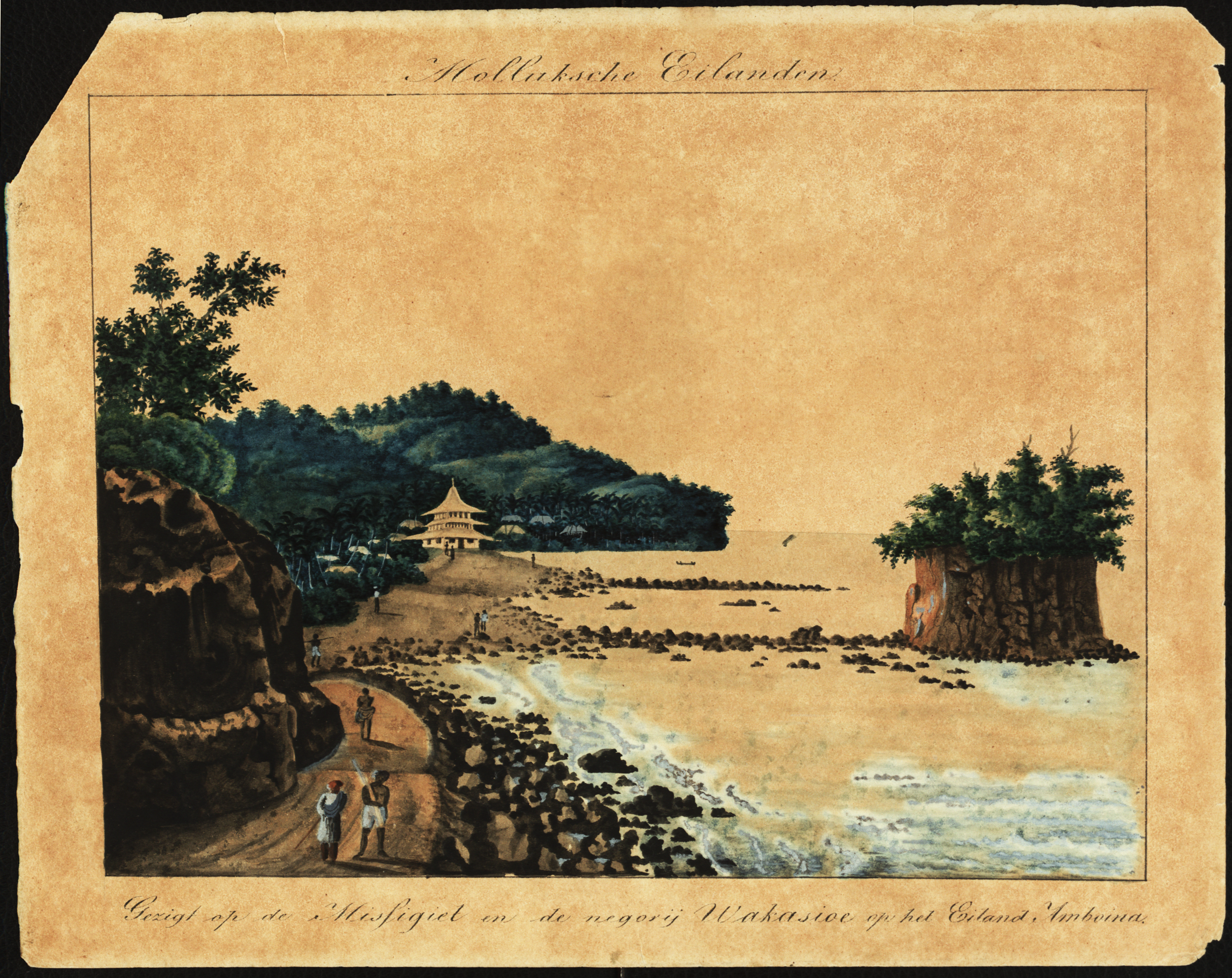
Een 'negorij' op de Molukken.

Een negorij of negerij is een ander woord voor gehucht of een afgelegen plaats. Het woord is afkomstig van het Maleisische woord negeri, dat zo veel betekent als 'stad', 'land' of 'district'. Ook is er een relatie met het Oudindische nagara, dat 'stad' of 'koninklijke residentie' betekent.
In het Nederlands werd in 1619 negri gebruikt om 'gemeente' mee aan te duiden, terwijl het in 1888 een synoniem was voor 'gehucht'. De negatieve bijklank die het woord later in het het Nederlands heeft gekregen, komt waarschijnlijk doordat ook de kleinste Indonesische dorpjes zich negeri noemden.
In oudere woordenboeken wordt negorij ook wel eens gekoppeld aan het woord neger. Met een negorij zou dan worden gedoeld op ‘een aantal hutten, als een dorp bij elkander gezet, waarin negers wonen’. Ook is er wel de betekenis van slavenmarkt aan gegeven. Deze incorrecte verklaringen komen voort uit de klankovereenkomst tussen de woorden negorij en neger.